# Armageddon (pel·lícula)
Armageddon és una pel·lícula dirigida l'any 1998 per Michael Bay. Una altra pel·lícula d'impacte des de l'espai, Deep Impact, s'estrenà dos mesos i mig abans d'Armageddon als Estats Units i fou aplaudida per alguns astrònoms com més encertada des del punt de vista científic, i la crítica també la va rebre bé,però Armageddon va recaptar molts més diners a tot el món.
Stanley Anderson interpretà el paper de president dels Estats Units. A l'anterior pel·lícula de Michael Bay, The Rock, Anderson realitzà el mateix paper. Es rodà el llançament del transbordador Columbia per a permetre a l'equip estudiar els àngles, la velocitat del metratge i altre tipus d'elements. Inicialment es pensà en Sean Connery com a protagonista de la pel·lícula. Michael Bay acabava de treballar amb ell a The Rock. Per interpretar el personatge de Harry Stamper, el director Michael Bay i el productor Jerry Bruckheimer hagueren de viatjar a Idaho per a convèncer a Bruce Willis. Michael Bay interpretà a un dels científics de la NASA en un cameo. La NASA observà a la pel·lícula més de 170 errors respecte a la missió: un d'ells és que no es pot fer explotar un asteroide d'aquella mida amb només una bomba nuclear. A la versió original la veu que parla al principi de la pel·lícula és Charlton Heston. Bruce Willis, degut a deutes anteriors, firmà un acord de tres pel·lícules amb Disney, renunciant al 15% de la taquilla, és a dir, uns 80 milions de dòlars.  Més o menys al principi de la pel·lícula apareixen quatre vegades les Torres Bessones i una d'aquelles vegades surt cremant una de les torres.

## Argument
Un enorme asteroide, de la mida de l'estat de Texas, s'apropa a la Terra amenaçant de destruir-la per complet. A la NASA l'única solució que consideren viable és enviar un equip de perforadors l'asteroide per introduir a l'interior un cap nuclear que el divideixi en dos i, d'aquesta manera aconseguir que els dos trossos resultants passin per cada costat de la Terra sense tocar-la. Per això recorre a Harry S. Stamper (Bruce Willis), el millor expert en perforacions petrolíferes a alta mar, i al seu qualificat equip de perforadors.

## Actors i personatges
| Actor                 | Personatge                 |
| --------------------- | -------------------------- |
| Bruce Willis          | Harry S. Stamper           |
| Billy Bob Thornton    | Dan Truman                 |
| Ben Affleck           | A.J. Frost                 |
| Liv Tyler             | Grace Stamper              |
| Will Patton           | Charles 'Chick' Chapple    |
| Steve Buscemi         | Rockhound                  |
| William Fichtner      | William Sharp              |
| Owen Wilson           | Oscar Choi                 |
| Michael Clarke Duncan | Jayotis 'Bear' Kurleenbear |
| Jason Isaacs          | Dr. Ronald Quincy          |
| Keith David           | General Kimsey             |
| Jessica Steen         | Jennifer Watts             |
| Chris Ellis           | Walter Clark               |
| Peter Stormare        | Lev Andropov               |

## Nominacions
OSCAR 1999
- Millor cançó: I don't want to miss a thing
- Millor so: Kevin O’Connell, G. P.Russell
- Millors efectes sonors: George Watters II
- Millors efectes especials: Richard R. Hoover, Pat Mcclung.

## Banda sonora
Armageddon: The Album (Sony, 23 de juny de 1998):
- I Don't Wanna Miss a Thing (Aerosmith)
- Remember Me (Journey)
- What Kind of Love Are You On (Aerosmith)
- Lagrange (ZZ Top)
- Roll Me Away (Bob Seger)
- When the Rainbow Comes (Shawn Colvin)
- Sweet Emotion (Aerosmith)
- Mister Big Time (Jon Bon Jovi)
- Come Together (Aerosmith)
- Wish I Were You (Patty Smyth)
- Starseed (Our Lady Peace)
- Leaving on a Jet Plane (Chantal Kreviazuk)
- Theme from Armageddon (Trevor Rabin)
- Animal Crackers (Ben Affleck i Liv Tyler amb un piano)